# Друзяка, Нина Ивановна
Нина Ивановна Друзяка (25 января 1921 — 28 марта 2006) — передовик советского сельского хозяйства, звеньевая колхоза «Заветы Ильича» Верхне-Баканского района Краснодарского края, Герой Социалистического Труда (1950).

## Биография
Родилась 25 января 1921 года в станице Натухаевская, ныне Приморский район города Новороссийска в русской крестьянской семье.
В 14 лет она стала работать - пасла телят, а чуть позже была трудоустроена в местном колхозе дояркой.
В 1946 году стала работать на виноградниках колхоза "Заветы Ильича" Верхне-Баканского района. В дальнейшем её доверили возглавить полеводческое звено по выращиванию винограда.
По итогам работы в 1949 году её звено продемонстрировало высокие производственные показатели. На площади 3 гектара было собрано по 91 центнеру винограда с гектара.
Указом Президиума Верховного Совета СССР от 11 июля 1950 года за получение высоких показателей в сельском хозяйстве и рекордные урожаи винограда Нине Ивановне Друзяка было присвоено звание Героя Социалистического Труда с вручением ордена Ленина и медали «Серп и Молот».
Умерла в городе Новороссийске 28 марта 2006 года.

## Награды
За трудовые успехи была удостоена:
- золотая звезда «Серп и Молот» (11.07.1950)
- два ордена Ленина (11.07.1950)
- другие медали.